# Silmät sydämeeni (singolo)
Silmät sydämeeni è il secondo singolo pubblicato dall'album di debutto omonimo della cantante finlandese Kristiina Brask. È stato pubblicato nel dicembre 2007.